# Abdel Basset Sayda
Abdel Basset Sayda, né en 1956 à Amouda, est un universitaire, homme politique et dissident syrien d'origine kurde, cofondateur du Conseil national syrien et président de celui-ci du 9 juin au 9 novembre 2012. Il devient ensuite membre de la Coalition nationale des forces de l'opposition et de la révolution (CNFOR).

## Jeunesse et carrière
Ayant obtenu son doctorat de philosophie à l'université de Damas, il est « expert des civilisations anciennes » et auteur d'ouvrages sur la question kurde et la pensée arabe. Au début des années 1990, il est enseignant pendant trois ans à l'université en Libye avant de s'installer en Suède en 1994. Il est marié et père de cinq enfants.

## Opposition au régime Assad
Figure d'opposition au régime syrien de Hafez puis Bachar el-Assad, il n'appartient à aucun parti politique et milite secrètement dans le mouvement kurde syrien.
En 2011, il participe à la fondation du Conseil national syrien (CNS), une autorité politique de transition née lors du conflit syrien. Il devient également membre du bureau exécutif de l'organisation et chef du bureau des droits de l'homme.
En avril 2012, il s'oppose durement à Burhan Ghalioun, alors président du CNS, lorsque celui-ci affirme qu'un Kurdistan syrien n'existe pas, Sayda rétorquant notamment que Ghalioun ne représente pas le CNS.

### Présidence du Conseil national syrien
Le 9 juin 2012, il est élu à la tête du Conseil national syrien, succédant à Burhan Ghalioun qui démissionne « après avoir été critiqué pour avoir laissé les Frères musulmans prendre une place trop importante au sein du CNS et pour le manque de coordination entre le CNS et les militants sur le terrain ». La guerre civile syrienne est alors en cours depuis treize mois. Sayda est considéré comme un modéré, et « comme un homme "conciliant", "honnête" et "indépendant" »,,.
Son élection a reçu un accueil mitigé de la part des forces politiques kurdes en Syrie. Si certaines, comme l'Union des forces démocratiques kurdes, l'ont vue d'un œil favorable, ce n'est pas le cas de l'Union démocratique affiliée au Parti des travailleurs du Kurdistan, dont le dirigeant Abdullah Öcalan a accusé Abdel Basset Sayda d'être un "agent des Turcs", ni du Conseil national kurde.
Au sujet d'une éventuelle transition après un départ de Bachar el-Assad, il appelle ce dernier à laisser sa place au vice-président Farouk Al-Chareh en juin 2012, avant d'envisager le mois suivant un gouvernement dirigé par un membre de l'Armée syrienne libre mais pas uniquement composé de révolutionnaires. Il critique la mise en place du Conseil pour la révolution syrienne dirigé par Haytham al-Maleh (ancien membre du Conseil national syrien), qui se veut un début de gouvernement de transition et qui « affaiblit l'oppositon » selon lui.
Le 23 juillet 2012, il accuse des factions kurdes, en particulier l'Union démocratique et le Conseil national kurde, de coopérer avec le régime de Bachar el-Assad pour s'emparer de territoires syriens kurdes.
Lors d'une conférence de presse à Abou Dabi le 29 juillet 2012, il appelle les pays "frères" et "amis" de la Syrie à armer les rebelles, se prononce en faveur d'un procès de Bachar el-Assad, et remercie l'Arabie saoudite pour les fonds réunis par le pays à l'attention des rebelles.
Fin juillet 2012, il rencontre le président du Kurdistan irakien Massoud Barzani et d'autres leaders kurdes pour les convaincre de rejoindre le Conseil national syrien.
Le 7 août 2012, il s'entretient avec l'ancien président de la République française Nicolas Sarkozy. Les deux hommes publient un communiqué commun dans lequel ils disent constater « la complète convergence de leurs analyses sur la gravité de la crise syrienne et sur la nécessité d'une action rapide de la communauté internationale pour éviter des massacres ». Ils conviennent par ailleurs « qu'il y a de grandes similitudes avec la crise libyenne ».
Le 12 août 2012, il appelle la communauté internationale à installer une zone de non-survol au-dessus des zones frontalières syriennes.
Alors qu'il devait prendre fin le 9 septembre 2012, le mandat de président d'Abdel Basset Sayda est finalement prolongé d'un mois en vue d'un renouvellement du CNS.
En septembre 2012, il assure que le nouveau gouvernement dirigé par le Conseil national syrien serait « équidistant de toutes les religions » et que la nouvelle Syrie serait « un pays civilisé, démocratique et pluraliste qui sera neutre en termes d'identité ethnique et religieuse ».
En octobre 2012, accompagné de plusieurs membres du CNS, il se rend pour la première fois en Syrie depuis le début de la guerre civile, plus précisément dans les territoires libérés près de la frontière turque, dans l'optique d'un rapprochement avec l'Armée syrienne libre,.
Le 9 novembre 2012, il est remplacé à la présidence du CNS par Georges Sabra, mais reste au sein du bureau exécutif du mouvement.

### Au sein de la CNFOR et du bureau exécutif du CNS
Après son départ de la présidence de la CNS, il devient membre de la CNFOR.
En janvier 2013, il condamne les affrontements de Ras al Aïn qui opposent des groupes d’inspiration djihadiste ne reconnaissant pas l'autorité de l'Armée syrienne libre, à des miliciens et des membres des Unités de Défense Populaire issus du Parti de l’Union Démocratique (PYD), un mouvement affilié au Parti des travailleurs du Kurdistan dirigé par Abdullah Öcalan.
Il est de ceux qui exigent le départ de Bachar el-Assad avant de débuter toute négociation avec le régime.